# Colpochila paula
Colpochila paula är en skalbaggsart som beskrevs av Britton 1986. Colpochila paula ingår i släktet Colpochila och familjen Melolonthidae. Inga underarter finns listade i Catalogue of Life.